# ثنن

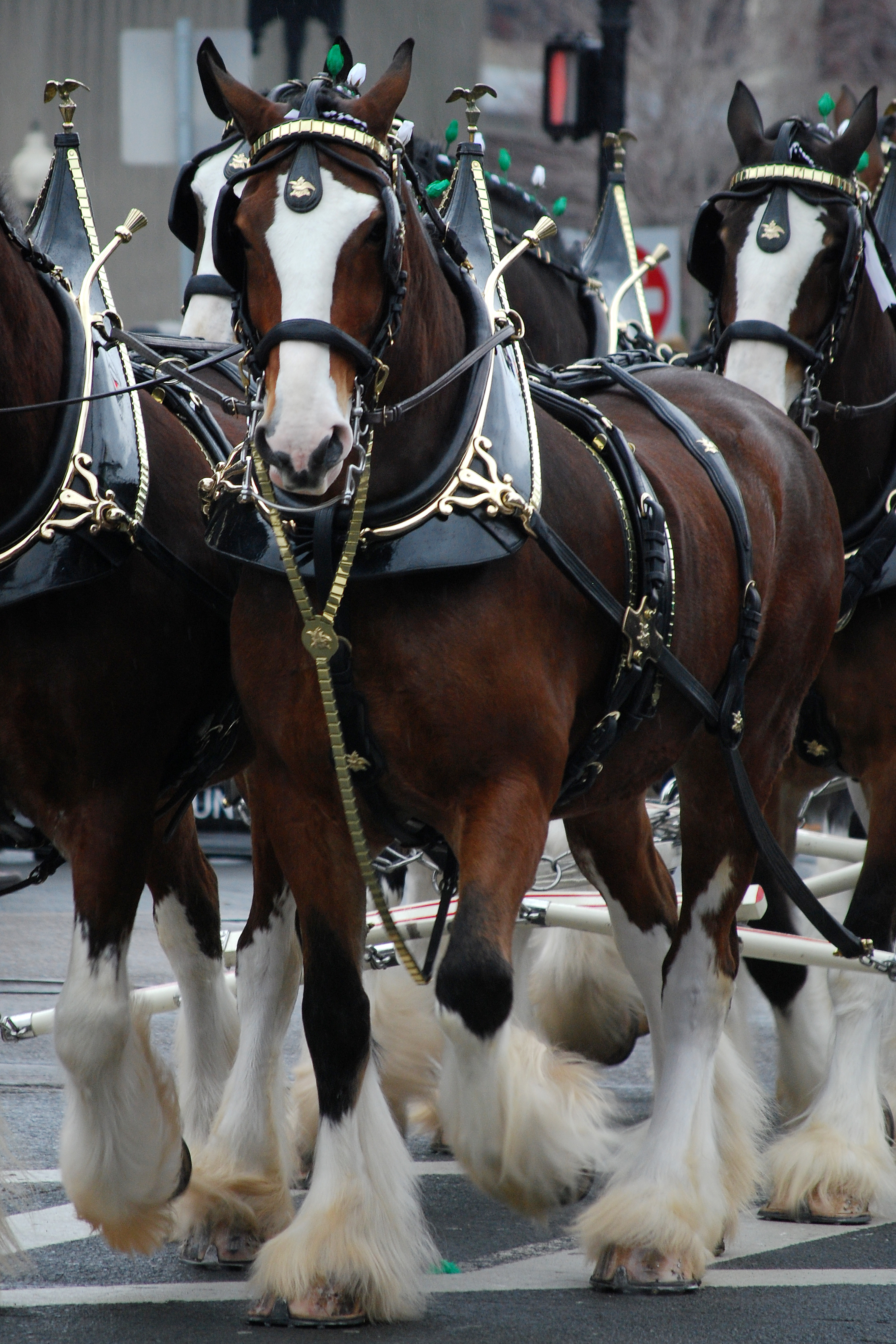
تعد خيول كلايدزديل مثالاً على سلالة خيول الجر الخفيف طويلة الثنن.

الثُّنَن (واحدتها ثُنَّة) هو الشعر الطويل على أسفل قوائم بعض سلالات الخيول والسَّيَاسِيّ. يمكن أن تغطي الثنن كامل الحوافر تقريبًا في بعض الخيول وخاصة سلالات الجر.

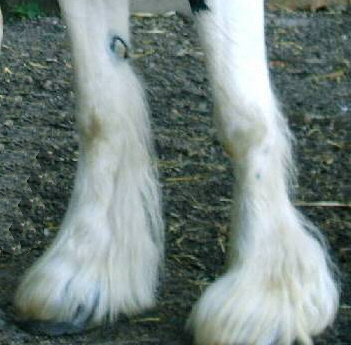
ثنن على قائمتي فرس